# یخ زدن بال هواپیما
شاید دیده باشید که خلبانان قبل از پرواز در فصل های سرد سال، زمانی را به شستشوی بال های هواپیما با ضد یخ ها اختصاص می دهند. علت این امر سرد شدن بال های هواپیما تا منفی 40 درجه می باشد که سبب یخ زدن آن می شود. امروزه دانشمندان و پژوهشگران کشف های مهمی در این زمینه داشته اند که مهمترین آن، الهام گرفتن از سیستم اندامی سوسک برای بال های هواپیما است. این سوسک که در بیابان نامیب زندگی می کند؛ برای زنده ماندن در گرمای این بیابان آب مورد نیاز خود را از طریق رطوبت موجود در هوا به صورت قطرات کوچکی جذب می کند. سپس با ایجاد یک سطح صاف ترِ دافعِ آب در زیر پوست سوسک، آب جمع آوری شده را به درون دهان این جانور می ریزد. دانشمندان مواد(Material and Metallurgy Scientists) در ویرجینیاتک توانستند این آمیزه سطوح آبگرا و آبگریز را برای واپایش پخش یخ انجام دهند. جانان بوریکو، معاون پروفسور مهندسی‌پزشکی و مکانیک در ویرجینیاتک، می گوید: ما ناحیه خشکی در اطراف یک قطعه یخ درست کردیم. قطرات شبنم ترجیحاً بر روی آرایه ای از نقاط آبگرا زیاد شد. هنگامی که نقاط به اندازه کافی از هم فاصله داشتند و یکی از قطرات یخ زد؛ یخ دیگر قادر نبود تا برفک را به قطرات همسایه پخش کند چون آنها خیلی دور بودند. در مقابل، قطرات به صورت کامل بخار شدند، و ناحیه خشکی را در اطراف یخ ایجاد نمودند. از آنجا که تکثیر برفک با یخ زدن یک قطره کوچک اغاز می شود محققان دریافتند که آنها می توانند با تغییر فاصله بین برآمادگی های جمع آوری آب، بر چگونگی سرعت رشد برفک روی سطح تاثیر گذاشته یا حتی کلاً مانع آن شوند. 
بوریکو می گوید: مشکل، چگونگی رشد پیوندهای یخی بود. یخ، آب را از قطره تکی، یخ بزند تا این واکنش زنجیره ای آغاز شود. این فناوری به دنبال شماری از روش های الهام گرفته زیستی، جهت دوری از تشکیل یخ روی سطوح مختلف بود. سطوح شیاردار برگ های لوتوس، چشمان پشه و پاهای حشرات راه رونده بر روی آب(همگی برای کم کردن مساحت سطحی هستند که آب می تواند بر روی آن جمع شود)، شگفتی های طبیعی دیگری هستند که مورد توجه دانشمندان مواد که در این زمینه کار می کنند، قرار می گیرد.
((سی.پاتریک کالیر))دانشمند و محقق در آزمایشگاه ملی((اوک ریج))و همکار در این مطالعه می گوید: خشک نگهداشتن اجسام نیازمند هزینه های عظیمی در انرژی می باشد.
به همین دلیل است که ما توجه بیشتری به روش های واپایش انباشتگی و یخ زدن آب می کنیم. این مطالعات می تواند منجر به صرفه جویی های عظیمی در هزینه ها گردد.